# Descubrimientos portugueses

Planisferio de Cantino (1502), la carta náutica portuguesa más antigua conocida, que muestra los resultados de los viajes de Vasco da Gama a la India; de Colón en América Central; de Gaspar Corte-Real a Terranova; y de Pedro Alvares Cabral a Brasil. El mapa recoge el meridiano del Tratado de Tordesillas (Biblioteca Estense de la Universidad de Módena).

Los descubrimientos portugueses son una serie de viajes  y exploraciones llevadas a cabo por los portugueses entre 1418 y 1543. Los descubrimientos resultaron en la expansión de Portugal y fueron una contribución esencial para delinear el mapa del mundo, impulsados por la Reconquista y la búsqueda de vías alternativas de comercio en el mar Mediterráneo. Aunque con antecedentes en el reinado de Dinis (1279) y en las expediciones a las islas Canarias de la época de Alfonso IV, es a partir de una expedición organizada por Juan I, cuando Portugal inicia el proyecto nacional de la navegación oceánica sistemática que se conocerá como «descubrimientos portugueses». 
Después de la Reconquista, el espíritu de conquista y cristianización de los pueblos musulmanes se mantuvo. Los portugueses se dirigieron después a África del Norte, de donde habían venido los mouros que invadieron la península ibérica y se establecieron en ella. Portugal no podía disfrazar su interés económico, ya que también era desde el norte de África de donde provenían las especias, un género de gran valor debido al esfuerzo para traerlas a Europa. Avanzando progresivamente en el Atlántico a lo largo de las costas africanas, pasaron el cabo de Buena Esperanza y entraron en el océano Índico, impulsados por la demanda de rutas alternativas del comercio en el Mediterráneo. Descubrieron América en 1452 (las Azores Occidentales, la frontera occidental del continente americano, y Terranova en 1473). Llegaron a la India en 1498, y, simultáneamente exploraron el Atlántico Sur y desembarcaron en las costas de Brasil en 1500, y navegando hasta el extremo de Asia, llegaron a China en 1513 y a Japón en 1543.
Los viajes se prolongaron durante varios reinados, desde las exploraciones en la costa africana impulsadas por el infante D. Henrique, hijo de Juan I, con el proyecto de encontrar una ruta marítima a la India de Juan II, que culminó en el reinado de Juan III, cuando el imperio portugués quedó establecido (1557).

## Antecedentes

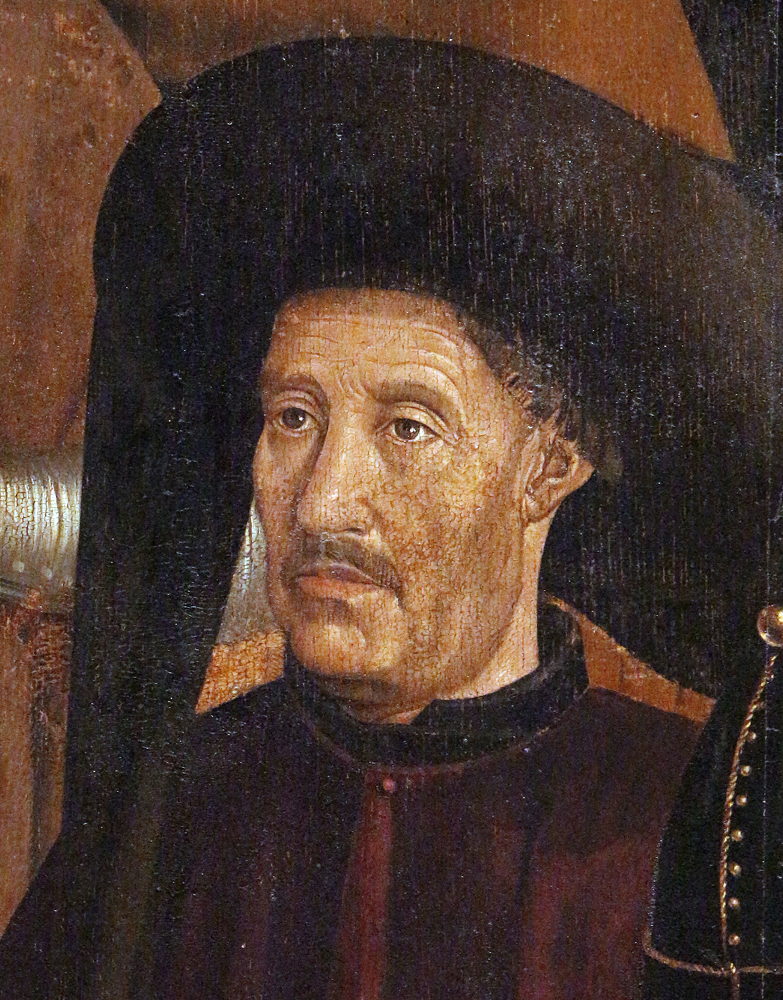
El infante D. Henrique, «el Navegante», personifica la gesta de los descubrimientos.

Con la Reconquista concluida, el rey Dinis se interesó en el comercio exterior, organizando las exportaciones a los países europeos. El 10 de mayo de 1293 estableció un fondo de seguro marítimo para los comerciantes portugueses que vivían en el condado de Flandes, que pagaban determinadas cuantías en función del tonelaje, que revertían en su beneficio si era necesario. Vino y frutos secos del Algarve se vendieron en Flandes e Inglaterra, la sal de las regiones de Lisboa, Setúbal y Aveiro fueron rentables exportaciones hacia el norte de Europa, así como el cuero y el Kermes, un tinte escarlata. Los portugueses importaban armaduras y municiones, ropa ligera y diversos productos de Flandes e Italia.
En 1317 Dinis hizo un trato con el navegante y comerciante genovés Manuel Pessanha (Emanuele Pessagno), nombrándole primer almirante de la flota real con privilegios comerciales con su país, a cambio de veinte navíos y sus tripulaciones, con el fin de defender las costas del país de los ataques de piratería (musulmanes), sentando las bases para la marina portuguesa y para el establecimiento de una comunidad de comerciantes genoveses en Portugal. Obligados a reducir sus actividades en el mar Negro, los mercaderes de la República de Génova se habían vuelto al comercio norteafricano de trigo, aceite de oliva (también fuente de energía) y oro —navegando a los puertos de Brujas (Flandes) y de Inglaterra. Genoveses y florentinos se instalaron en Portugal, que se benefició de la iniciativa y la experiencia financiera de los rivales de la República de Venecia.
En la segunda mitad del siglo XIV, los brotes de peste bubónica provocaron un notable despoblamiento: la economía estaba muy localizada en unas pocas ciudades y la migración del campo había llevado al abandono de la agricultura y al aumento del desempleo en los pueblos. Sólo el mar ofrecía alternativas, con la mayoría de la población fijada en las zonas costeras de pesca y comercio.
Entre 1325 y 1357 Alfonso IV concedió financiación pública para fomentar una flota comercial y ordenó las primeras exploraciones marítimas portuguesas a Canarias, con el apoyo de Génova, bajo el mando de Manuel Pessanha, llegando a Canarias en 1341, sin embargo 29 años antes, en 1312, el genovés Lancelotto Malocello había descubierto Canarias para la República de Génova. Su explotación fue concedida en 1338 a los comerciantes extranjeros, pero, en 1344, Castilla se las disputó, siéndoles concedidas al castellano Luis de la Cerda. Al año siguiente, Alfonso IV envió una carta al Papa Clemente VI refiriéndole los viajes portugueses a las Canarias y protestando por esa concesión a los castellanos. En las reclamaciones sobre su propiedad, sucesivamente renovadas por ambos pueblos ibéricos, prevaleció finalmente la voluntad del Rey de Castilla sobre las islas (que fue quien las conquistó, estableciendo en ella colonos castellanos).
En 1353 fue firmado un tratado comercial con Inglaterra para que los pescadores portugueses pudieran pescar en las costas inglesas, allanando el camino para el futuro Tratado de Windsor en 1386. En 1370 se estableció la Bolsa de Seguros Marítimos y en 1387 hay noticias del establecimiento de mercaderes del Algarve en Brujas. En 1395, Juan I promulgó una ley para regular el comercio de los extranjeros.
Hay unanimidad entre los historiadores a la hora de considerar la conquista de Ceuta como el comienzo de la expansión portuguesa, por lo general referida como «Descubrimientos» (Descobrimentos). Fue una plaza conquistada con relativa facilidad, por una expedición organizada por Juan I, en 1415. La aventura ultramarina adquiriría un gran impulso gracias a la labor del infante D. Henrique reconocido internacionalmente como su principal impulsor.

### Motivaciones

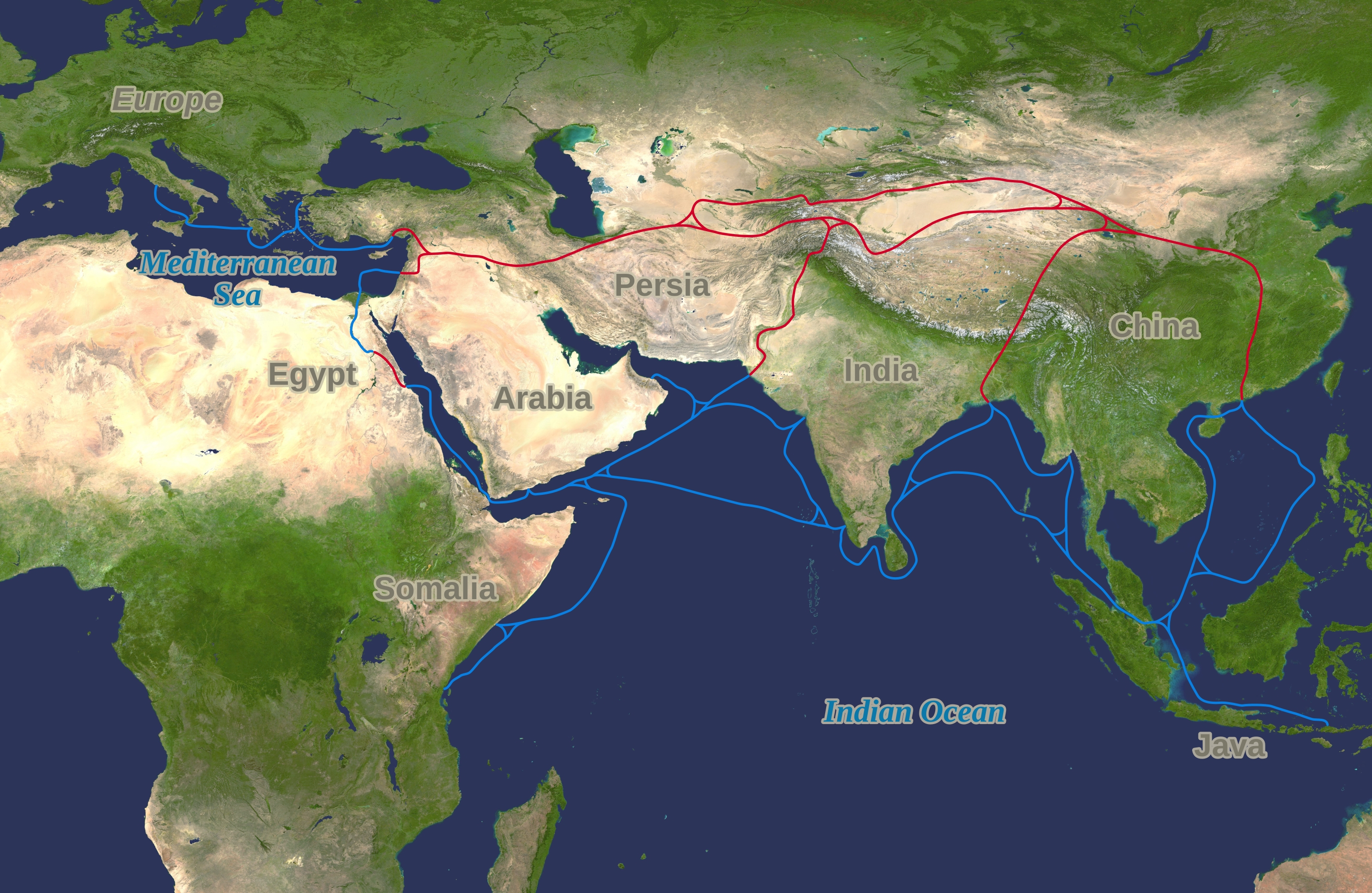
El bloqueo de las rutas comerciales de la seda y de las especias por el Imperio otomano en 1453 con la caída de Constantinopla fue lo que motivó la búsqueda de una ruta marítima por el Atlántico, contorneando África.

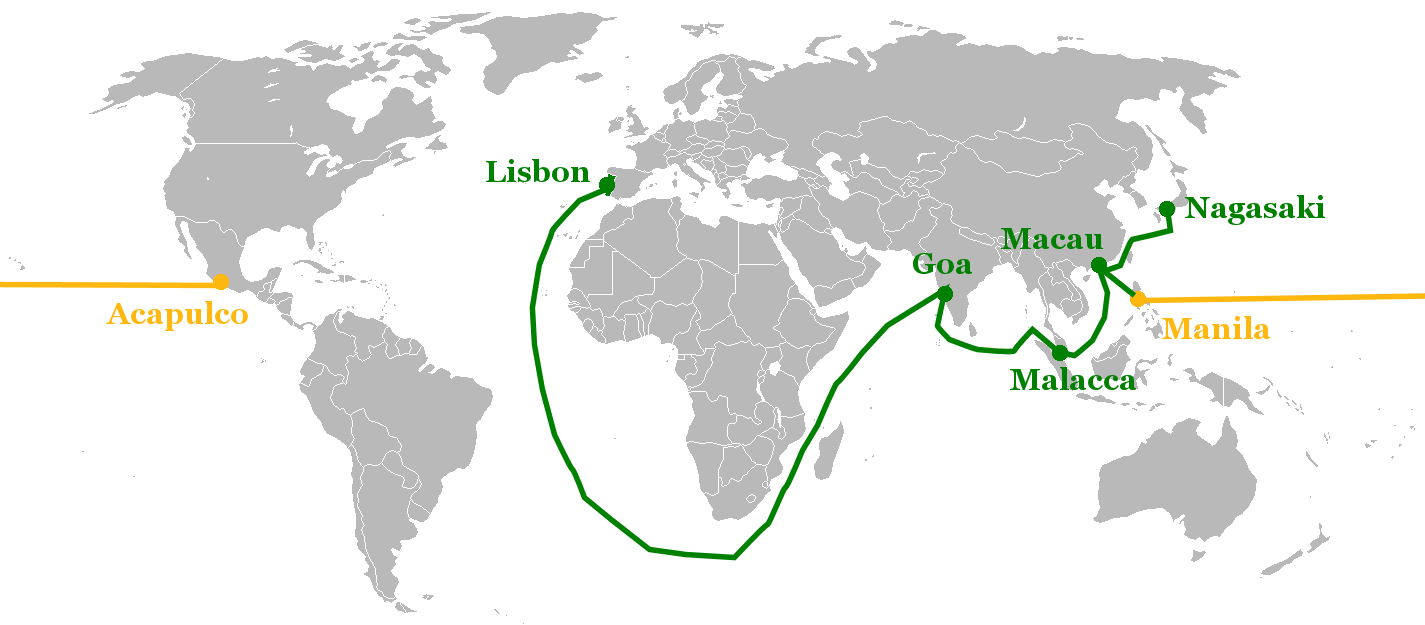
Mapa de las rutas comerciales portuguesas de Lisboa a Nagasaki (1580-1640).

Europa y en particular los reinos de la región Occidental se hallaban aislados y sin recursos por las crecientes campañas musulmanas del Imperio Otomano que intentaba tomar el mundo cristiano a través del reino de Hungría. De esta manera, las motivaciones para las empresas de descubrimientos fueron principalmente, aunque no únicamente, de carácter económico: buscar acceso directo a las fuentes de abastecimiento de trigo, oro y de esclavos y más tarde a las de especias orientales.
Además de la necesidad de alcanzar las fuentes de bienes escasos o caros en Europa, había intención política de atacar o debilitar la retaguardia del gran poderío islámico, adversario de la Cristiandad (es aquí donde se observa la estrategia militar y diplomática unida al espíritu de evangelización heredado de las Cruzadas).

### Equipamiento
Hasta el siglo VI, los portugueses practicaban una navegación de cabotaje, utilizando, para el efecto la barca y el barinel, embarcaciones pequeñas y frágiles que poseían un solo mástil con velas cuadrangulares fijas. Estos barcos no conseguían dar respuesta a las dificultades que surgían en el avance hacia el sur, como los bajíos, vientos y corrientes marinas adversos. Están asociados al preludio de los descubrimientos, los viajes a Madeira, Azores, Canarias y la exploración del litoral africano hasta por lo menos el golfo de Arguin en la actual Mauritania.
Sin embargo, el navío que marcó la primera fase de los descubrimientos portugueses, en la etapa atlántica y africana fue la carabela. Era de navegación fácil y mayor capacidad de abordaje, ya que tenía un aparejo latino. Sin embargo, su capacidad limitada de carga y la necesidad de una gran tripulación eran sus principales inconvenientes, que no obstante, nunca impidieron su éxito. Esto se debe en buena parte a la evolución técnica registrada en el siglo XV y gracias a los múltiples viajes de exploración de la costa atlántica africana, sustituyendo definitivamente a las barcas y barineles en las actividades de navegación.
Para la navegación astronómica, los portugueses, como otros europeos, recurrieron a instrumentos de navegación árabes como el astrolabio y el sextante, que aligeraban y simplificaban la navegación. Inventaron otros como la balestilla o «bengala de Jacob» (para obtener en el mar la altura del sol y otros astros), que no utiliza la graduación de un arco de circunferencia pero sí un segmento deslizante a lo largo de un asta, con el ojo del observador en línea recta al astro observado.
Pero los resultados variaban conforme el día del año, lo que obligaba a hacer correcciones de acuerdo con la inclinación del sol en función del día. Por eso en el siglo XV los portugueses confeccionaron después de 1483 tablas de inclinación del sol impresas en Venecia. Eran instrumentos muy precisos para la navegación en alta mar, habiendo recibido una gran difusión, como otras tablas que contenían las correcciones necesarias al cálculo a través de la Estrella Polar.

## Primeras expediciones en el Atlántico

### Norte de África

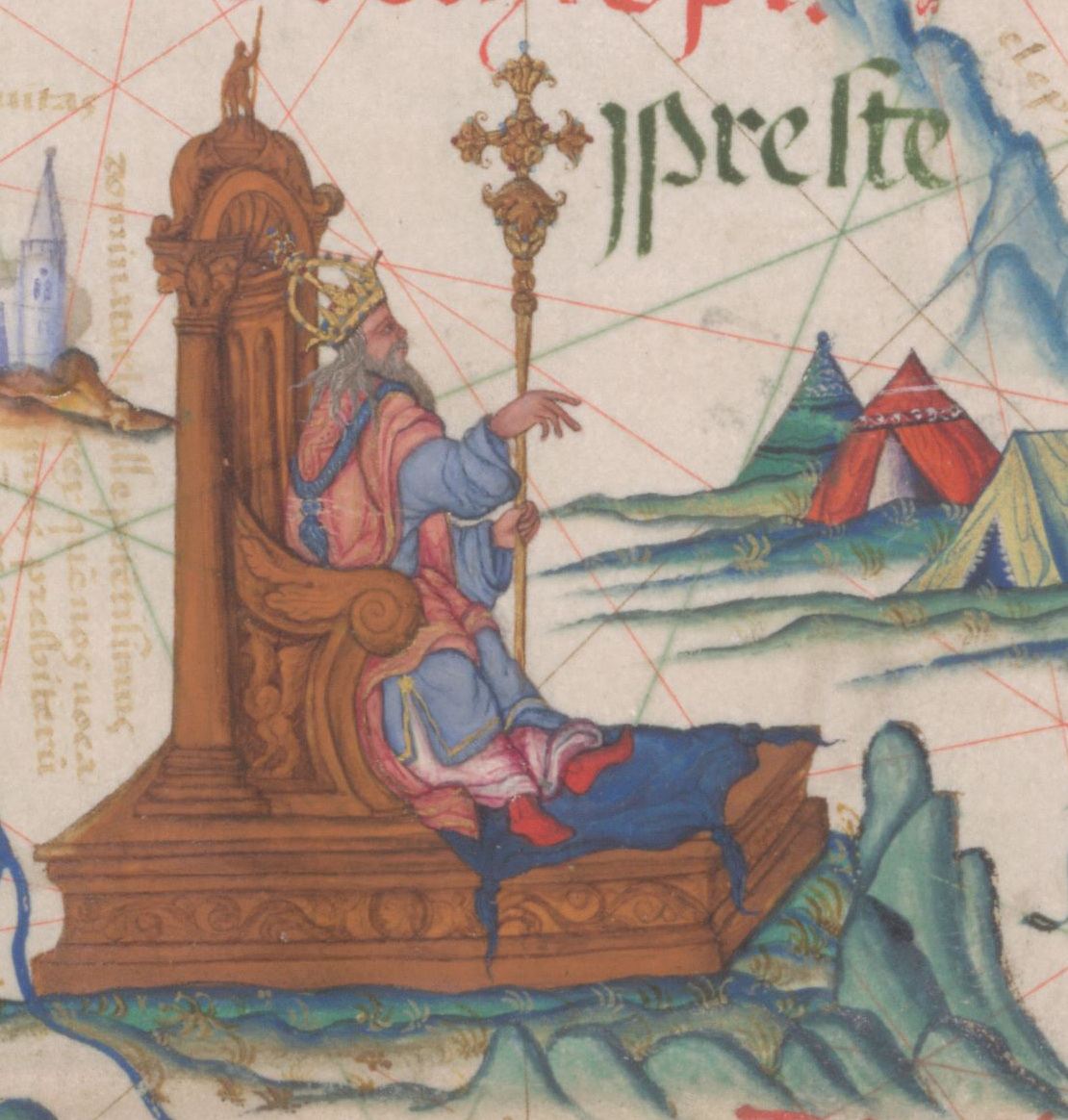
Imagen del Preste Juan en el trono, mapa da África oriental en el Atlas de la reina María, Diogo Homem, 1558, Museo Británico.

Cinco años después de la conquista de Ceuta en 1415, el infante Enrique el Navegante fue nombrado administrador de la Orden de Cristo. Tras el desastre de Tánger en 1437, con la derrota portuguesa, se dejó a un lado el proyecto de conquistar los territorios del Sultanato benimerín.
En el reinado de Alfonso V se conquistaron las siguientes plazas: Alcazarseguir (1458), Arzila (1471) y Tánger, después de que los habitantes hubiesen huido por la caída de Arzila. Safí (1508), Mazagán (1513) y Azemmour fueron conquistadas ya en el reinado de Manuel I.
Pero la vida de los portugueses en estas ciudades fortificadas fue siempre difícil debido a los constantes ataques de los moros. Los alimentos, el agua y otros bienes necesarios para la vida cotidiana venían de Portugal o de España por mar o eran comprados a los moros que en tiempo de paz se disponían a comerciar con los portugueses.

### La isla de Madeira
Aún en el reinado de Juan I de Portugal y bajo las órdenes de Enrique el Navegante se descubre la isla de Porto Santo por João Gonçalves Zarco (1418) y más tarde la isla de Madeira por Tristão Vaz Teixeira. Se trata de un redescubrimiento porque ya había conocimiento de la existencia de las islas desde el siglo XIV, según revela la cartografía de la época. Se trataba de islas deshabitadas que, por su clima ofrecían posibilidades de repoblación portuguesa y reunían condiciones para la explotación agrícola.
En 1424 se inicia la colonización de Madeira, adoptando un sistema de capitanía. El infante Enrique decidió plantar en la isla caña de azúcar —rara en Europa y por ello considerada especia—, promoviendo para eso, la venida de Sicilia de la primera planta así como de los métodos para su cultivo. La cultura de la caña y la industria de producción de azúcar se desarrollaría hasta el siglo XVIII, extrayendo el jugo para luego refinarlo.
Más tarde, cerca del siglo XVII, la cultura de la caña de azúcar sería llevada a Brasil, dedicándose Madeira a la producción de vino.

## Azores
En 1431 comienza el contacto con el archipiélago de Azores por Diogo de Silves. En ese año se descubre el grupo oriental, (San Miguel y Santa María). Se siguió con el descubrimiento del grupo central (Tercera, Graciosa, San Jorge, Pico y Fayal). En 1452, João de Teive descubre el grupo occidental, la Flores y Corvo.
Este archipiélago, también deshabitado, reunía condiciones para la colonización. De esta forma, aquí también se aplicará el sistema de capitanías y la producción se basaba en el azúcar, vino, trigo y ganado.

### La costa occidental de África

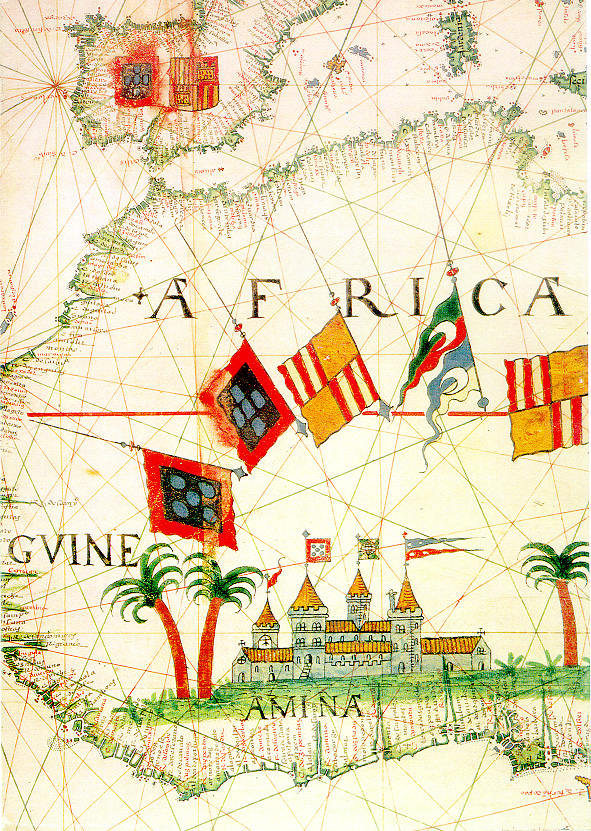
Mapa del de la costa oeste africana, el golfo de Guinea y «A mina».

En el reinado de Eduardo I, Gil Eanes dobla el cabo Bojador en 1434. A partir de aquí, Enrique el Navegante promueve, desde la Escuela de Sagres, el descubrimiento de la costa africana, por su propia iniciativa y sin intervención de la corona hasta su muerte en 1460.
En el reinado de Alfonso en 1441 Nuno Tristão llega al cabo Blanco. Junto con Antão Gonçalves hicieron incursiones en el Río de Oro, de donde fue obtenido oro en polvo. A partir de entonces se generalizó la convicción de que esa área de la costa africana, podría, independientemente de los nuevos avances, servir para el establecimiento de una actividad comercial que respondiera a las necesidades monetarias que, en Portugal, como en toda Europa se hacían sentir.
Con las visitas anuales a Guinea y Mina para recoger esclavos y oro, cambiado por tejidos y trigo adquiridos en Madeira o en el extranjero, subía el valor de la moneda portuguesa. En Lagos comenzó a funcionar un depósito de esclavos y productos de Guinea, que pasaría a ser conocido como la Casa de la Guinea y, tras su transferencia a Lisboa en 1482, por Casa de Guinea y de Mina. Esta sería la institución predecesora de la Casa da Índia.
En 1443, Nuno Tristão llegaba a Arguin, y en 1444 a la Tierra de los Negros.
En 1444, Dinis Dias descubre las islas de Cabo Verde y en el siglo XV comienza la población de las islas. Los nuevos habitantes serían negros traídos de Guinea-Bisáu, para cultivar algodón.
En 1445, António Fernandes descubre las islas Bijagós.
En 1446 son realizadas varias expediciones por la actual Guinea-Bisáu.
En 1455, el Papa Nicolás V dicta una bula declarando que las nuevas tierras descubiertas pertenecen a los reyes de Portugal. Al año siguiente llegaba a Bristol el primer cargamento de azúcar de Madeira.
En 1458 tiene lugar la conquista de Alcazarseguir y en 1459 la capitanía de Funchal se entrega a João Gonçalves Zarco.
En 1460, Pedro de Sintra llega a Sierra Leona. En este año fallece Enrique el Navegante.
Con la muerte del infante don Enrique, en 1460, la misión es atribuida momentáneamente a su sobrino, el infante Don Fernando (hijo del Rey Eduardo). En 1469, Alfonso V entrega, por cinco años, la exclusividad del negocio con la Guinea a un mercader de Lisboa, Fernando Gomes, mediante el pago anual de un renta de doscientos mil reales. Según João de Barros, aquel «honrado ciudadano de Lisboa» se quedaba con la obligación de continuar con los descubrimientos pues la exclusividad fue otorgada con la «condición de que en cada uno de los cinco años, se descubrieran por la costa cien leguas de manera que al final del arrendamiento hubiese 500 leguas descubiertas». Este avance terrestre, del cual no hay grandes pormenores, habría sido comenzado desde Sierra Leona, donde habían llegado Pedro Sintra y Soeiro da Costa.
En 1471, al servicio de Fernando Gomes, João de Santarém y Pêro Escobar descubren la costa septentrional del golfo de Guinea, llamándolo la «mina de ouro» de Sama (actualmente Sama Bay), la costa de Mina, la de Benín, la de Gabón y las islas de Santo Tomás y Príncipe y de Annobón. Las penúltimas serían aprovechadas para la producción de azúcar, utilizándose mano de obra de los esclavos traídos de Angola.
Tanto o más que la adquisición de oro y especias, el de esclavos, ofrecía buenas perspectivas de lucro en ese periodo la exploración mercantil de la costa occidental africana. Efectivamente, el antiguo tráfico de esclavos guanches capturados en las islas Canarias (por castellanos, franceses, italianos y portugueses) se tornaba más difícil para los lusos. Igualmente difícil era adquirir moros en Marruecos.
Se cambiaban esclavos por paños y otros artículos. Sin luchas, eran los propios mercaderes moros o negros los que vendían esclavos a los portugueses — que, luego los revendían a los europeos.
Luego llegarían otros navegantes como Soeiro da Costa (que dio nombre al río Soeiro), Fernando Poo (que descubrió la isla Formosa —en África—, que terminaría siendo conocida por el nombre de su descubridor). João Vaz Corte-Real que, en 1472, descubre la isla de Terranova, y Lopo Gonçalves (cuyo nombre se transmitió al cabo Lopo Gonçalves, ahora conocido por cabo López) pasó en 1473 el Ecuador.
En 1474, Alfonso V entrega a su hijo, Juan II, con apenas 19 años, la tarea de los descubrimientos por tierras africanas. Más tarde, en 1481 dará el monarca un nuevo título que confirma la misión del príncipe «...sabemos certo que ele dá, per si, e per seus oficiais, mui boa ordem à navegação destes trautos e os governa mui bem». Así le fue entregada la política de expansión ultramarina. D. Juan organiza el primer viaje de Diogo Cão. Este reconoce toda la costa hasta la región de San Agustín. En 1485, Diogo Cão realiza un segundo viaje llegando a la Sierra Parda.
Hay noticias de fardos de azúcar de Madeira entregados en Ruan en 1473 y Dieppe en 1479.
En 1479 se firma el Tratado de Alcáçovas, que pone fin a la Guerra de Sucesión Castellana, en la que Portugal ha tenido un papel protagonista, tanto por tierra como por mar en el Atlántico. En el tratado Portugal renuncia definitivamente a las «Islas de Canaria» pero consigue en cambio el reconocimiento de su dominio sobre «Guinea, con sus minas de oro», sobre las «Islas de la Madera, Puerto Santo e Desierto», sobre las «Islas de los Azores e Islas de las Flores, y así las islas de Cabo Verde, e todas las islas que ahora están descubiertas e cualesquier otras islas que se hallaren o conquistaren, de las Islas de la Canaria para baxo contra Guinea» y en general sobre «todo lo que es hallado e se hallare, conquistase o descubriere en los dichos términos, allende de que es hallado ocupado o descubierto».
En 1482 se da la construcción de la fortaleza de São Jorge da Mina y, al año siguiente Diogo Cão llega al río Congo. Un año más tarde, Martín de Bohemia llega a Portugal. En 1486 se funda un puesto comercial en Nigeria.

## La conexión del Atlántico con el Índico
En 1487, Juan II envía a Afonso de Paiva y Pêro da Covilhã en busca del Preste Juan y de informaciones sobre navegación y comercio en el Océano Índico. En ese mismo año, Bartolomeu Dias, comandando una expedición de tres carabelas llega al cabo de Buena Esperanza. Con ello se descubrió la conexión entre ambos océanos.
En 1492, Abraham Zacuto es expulsado de España por ser judío, estableciéndose en Portugal y trayendo consigo las tablas astronómicas que ayudarían a los navegadores portugueses en el mar. Tras la llegada de Cristóbal Colón a América, se promulgan tres bulas papales, que concedían al reino de España el dominio de esas tierras. Alejandro VI y sus sucesores expidieron varias bulas favoreciendo a uno u otro país, de acuerdo a la política particular de cada pontífice. El lenguaje ambiguo y los términos contradictorios de los documentos pontificios no pusieron fin a las diferencias y ambas Coronas tuvieron que solucionarlo en los tratados que, desde 1493 hasta 1529, reemplazaron al de Alcazobas.
- 1° Primera Inter caetera: 3 de mayo de 1493. Se reconocía a los Reyes Católicos y a sus descendientes, el derecho de poseer las tierras descubiertas o a descubrirse siempre que no perteneciesen a algún príncipe cristiano. Esta bula de Alejandro VI nada definió y no satisfizo las exigencias de España.

- 2° Segunda Inter caetera:  4 de mayo de 1493. Se expide esta segunda bula. Se la conoce como la Bula de partición del Mundo. Le concedió a España las comarcas descubiertas o por descubrir que se  hallasen hacia el occidente en dirección a la India, situadas más allá de una línea que iba de polo a polo, ubicadas a cien leguas por el Poniente de cualquiera de las islas  Azores o, de Cabo Verde.

- 3° Tratado de Tordesillas: 7 de junio de 1494. Tratado laico entre Castilla y Portugal, que resolvió la tesis castellana; un meridiano, el lugar del paralelo del cabo Bojador, como pretendían los portugueses. La línea de polo a polo que debía pasar a 370 leguas de las islas de Cabo Verde hacia el Poniente, sería el meridiano demarcador de ambas jurisdicciones. Los descubrimientos realizados o a realizarse hacia el levante de esta línea, corresponderían a Portugal, sea norte o sur. Lo propio ocurría con los castellanos, pero hacia el poniente

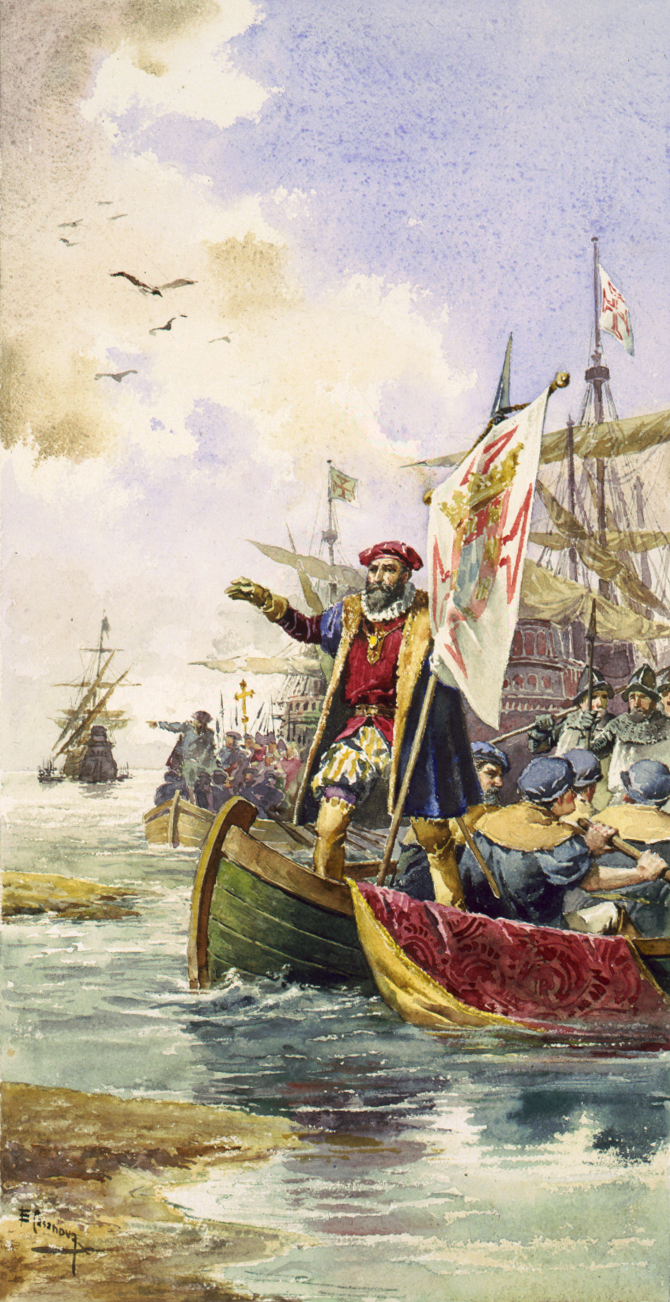
Vasco da Gama llega a la India, 20 de mayo de 1498.

De cara a esto, Juan II consigue una renegociación, pero solo entre los dos estados, sin intervención del papa. Así, en 1494 se firma el Tratado de Tordesillas: el mundo es dividido en dos áreas de exploración, la portuguesa y la española. El mundo sería dividido en función de un semimeridiano que debía pasar a 370 leguas de las islas de Cabo Verde.

## La llegada a la India
En el reinado de Manuel I, el 8 de junio de 1497 parte de Restelo la armada dirigida por Vasco da Gama. Se trataba de una expedición que contaba con cuatro embarcaciones. Es a partir del viaje de Vasco da Gama cuando se introducen las naos. El 20 de mayo de 1498, Vasco da Gama llega a Calicut. Quedó así establecido el descubrimiento de la ruta marítima hasta la India.

## La llegada a Brasil
En 1500, parte la segunda expedición para la India, comandada por Pedro Álvares Cabral. Era una expedición compuesta por doce embarcaciones. Pero Pedro Álvares Cabral, a la altura de Cabo Verde se desvía de la ruta y en abril de 1500 llega a una tierra, primero llamada Isla de Vera Cruz, más tarde Tierra de Santa Cruz y finalmente Brasil — debido a la abundante existencia de madera de palo de Brasil.
Pedro Álvares Cabral llega a Calicut en 1501. Ocurren algunas discordias con Samorín, con el cual Pedro Álvares Cabral acaba por romper relaciones. Así se dirige al sur y establece un puesto comercial en Cochín.
En 1501 se envía una segunda armada a Brasil. En 1514 Jorge Álvares llega a China. En 1543 Francisco Zeimoto, António Mota y António Peixoto son los primeros europeos en alcanzar Japón.

## Colonización e Imperio portugués

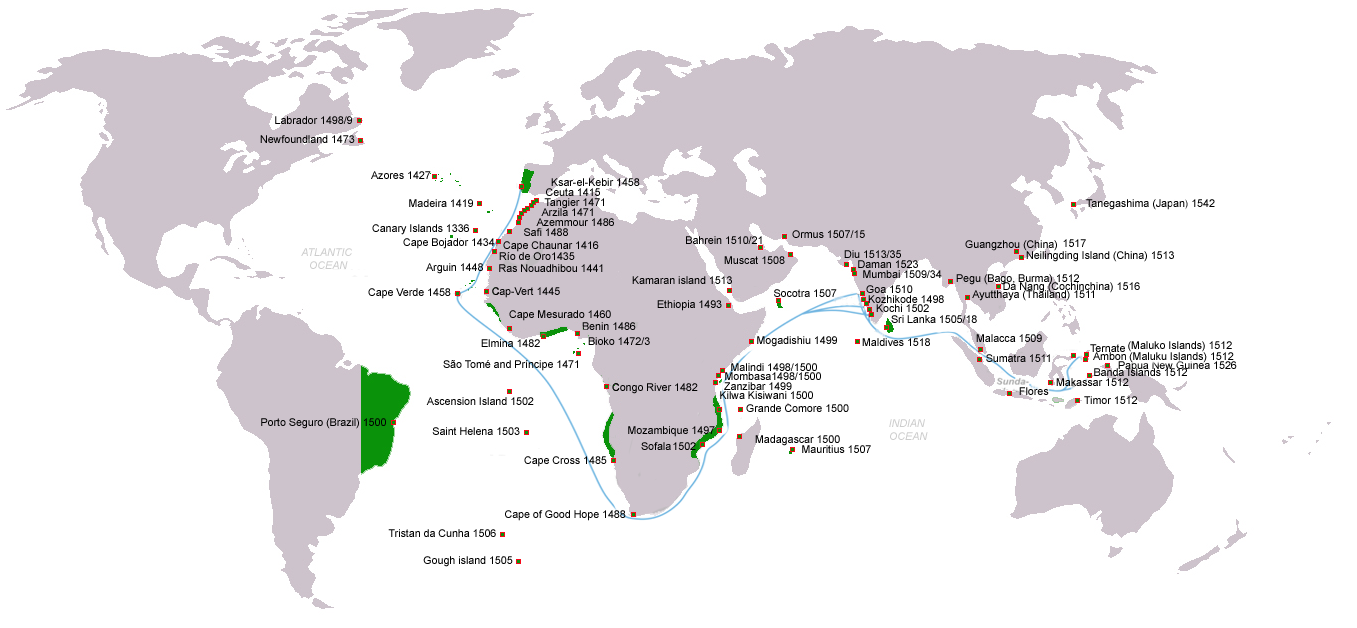
Descubrimientos y exploraciones portugueses: las fechas indican primer arribo; en azul las rutas del comercio de especias portugués; en verde los territorios del Imperio portugués bajo el reinado de Juan III (1521-1557).

En el reinado de Juan III (1521-1557), a partir de 1534 se inicia la colonización de Brasil con la creación de las primeras capitanías. En 1557 los portugueses se instalan en Macao.

## Véase también

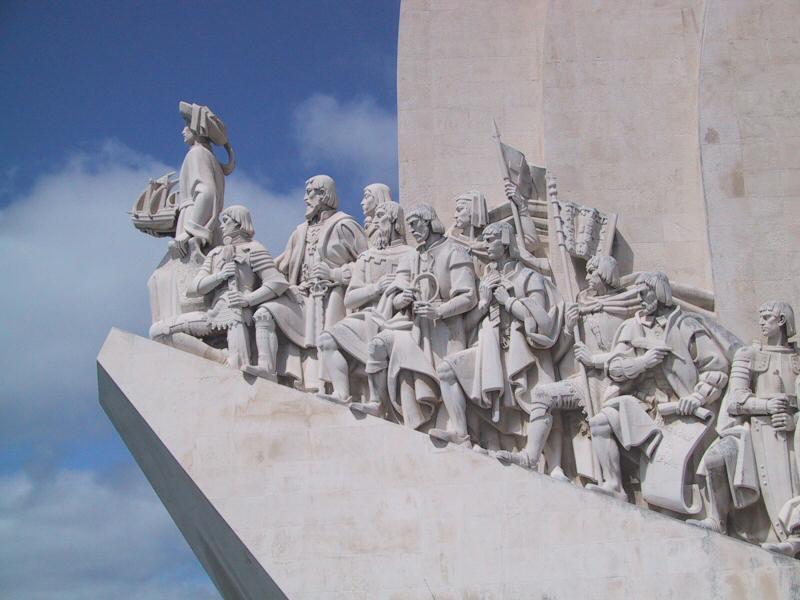
Monumento a los Descubrimientos, Lisboa.